# Woden (Iowa)
Woden és una població dels Estats Units a l'estat d'Iowa. Segons el cens del 2000 tenia 243 habitants.

## Demografia
Segons el cens del 2000, Woden tenia 243 habitants, 115 habitatges, i 69 famílies. La densitat de població era de 218,2 habitants/km².
Dels 115 habitatges en un 21,7% hi vivien nens de menys de 18 anys, en un 46,1% hi vivien parelles casades, en un 7,8% dones solteres, i en un 40% no eren unitats familiars. En el 39,1% dels habitatges hi vivien persones soles el 23,5% de les quals corresponia a persones de 65 anys o més que vivien soles. El nombre mitjà de persones vivint en cada habitatge era de 2,11 i el nombre mitjà de persones que vivien en cada família era de 2,77.
Per edats la població es repartia de la següent manera: un 21,4% tenia menys de 18 anys, un 4,5% entre 18 i 24, un 28,8% entre 25 i 44, un 18,9% de 45 a 60 i un 26,3% 65 anys o més.
L'edat mediana era de 40 anys. Per cada 100 dones de 18 o més anys hi havia 91 homes.
La renda mediana per habitatge era de 27.083 $ i la renda mediana per família de 39.250 $. Els homes tenien una renda mediana de 29.643 $ mentre que les dones 21.000 $. La renda per capita de la població era de 17.544 $. Entorn del 14,1% de les famílies i el 19,8% de la població estaven per davall del llindar de pobresa.

## Poblacions més properes
El següent diagrama mostra les poblacions més properes.